# 梁红玉祠
梁红玉祠是位于中国江苏省淮安市淮安区河下街道河下社区、翔宇大道西侧，一座纪念南宋梁夫人（讹称梁红玉）的祠。
梁红玉祠原在淮安区淮城街道新城村，俗称七奶奶庙:19。清朝时已建成，1982年二度重建。1987年9月24日，梁红玉祠公布为淮安市文物保护单位。2011年，由新城村移置今址，成为爱国主义教育基地。

## 历史
南宋名将韩世忠妻子梁夫人（讹称梁红玉）的故里不详。清代以来，淮安府山阳县北辰坊被认为是她的故里。近代，北辰坊在行政上属淮安县淮城镇新城村（今淮安市淮安区淮城街道）。1949年之前，新城村梁红玉故里西边、淮安县至涟水县的公路旁立有“梁红玉故里”碑，文化大革命中不知去向:19。
梁红玉祠的始建时间不详。清朝时，梁红玉祠附设于北辰坊火神庙内。因传说梁红玉在兄妹中排行第七，故俗称“七奶奶庙”。清末，时人已不知其庙为梁红玉所建。河下镇有人揭去七奶奶塑像身上的锦缎袍衣，其背后有“巾帼英雄梁氏都督红玉”等字样，始知建庙真相。抗日战争期间，梁红玉祠被毁:19—20。1959年，淮安县人民政府在原址重新建祠，文化大革命中被拆除。1982年，淮安县人民政府再度在原地址重新建祠，祠中有梁红玉红妆带剑的彩色塑像:20。
2011年，为扩充祠域，便于观瞻，梁红玉祠移建于河下古镇，成为爱国主义教育基地。

## 建筑
梁红玉祠东西长19.56米，南北宽30.53米，占地面积597.17平方米，约1畝，建筑面积400平方米。为明代建筑风格的庭院式建筑，由门厅、东西厢房、正殿构成，各皆有廊。四周建有围墙。
朝南的大门有三间门厅。门头上有萧娴所书“梁红玉祠”四个大字。庭院北侧，直北大殿五间（或说三间），门两侧有杨修品所书对联：“也是红妆翠袖，然而青史丹心。”大殿东西长10.5米，南北宽7米，建筑面积73.5平方米。殿中神台上置有1.7米高的梁红玉戎装佩剑塑像。塑像两侧擎柱上挂一副54字对联：“青眼识英雄，寒素何嫌？忆当年北虏鸱张，桴鼓亲操，半壁山河延宋祚；红颜摧大敌，须眉有愧！看此日东风浩荡，崇祠重整，千秋令誉仰淮壖？”像二面为介绍梁红玉生平事迹的10幅图片和文物陈列。
东厢房三间为鼓文化展厅。门联云：“身归韩王助战功，亲执桴鼓意义雄。”西厢房三间为兵器书画厅。门有联云：“梁尘暗落景阳钟，红粉征裙万里戎。”
大门外有与祠堂相对的曲形长廊，形成开放式的广场，供游人休闲。东边水中的小岛建有高台，高台上有汉白玉雕刻的梁红玉击鼓塑像。